# Temmen-Ringenwalde
Temmen-Ringenwalde ist eine Gemeinde im Landkreis Uckermark in Brandenburg (Deutschland). Sie wird vom Amt Gerswalde mit Sitz in der gleichnamigen Gemeinde verwaltet. Im ohnehin schon dünn besiedelten Landkreis ist Temmen-Ringenwalde die Gemeinde mit der geringsten Bevölkerungsdichte.

## Geografie
Die uckermärkische Gemeinde liegt in einem wald- und seenreichen Gebiet im Dreieck zwischen den Städten Prenzlau, Joachimsthal und Templin. Das Gemeindegebiet reicht im Südwesten bis in die Schorfheide und hat Anteile am Biosphärenreservat Schorfheide-Chorin. Die hügelige Umgebung erreicht nahe dem Ortsteil Neu Temmen eine Höhe von 109 m ü. NHN (Kienberg). Die größten Seen in der Gemeinde sind der Briesensee, der Große Kelpinsee, der Libbesickesee, der Lübelowsee, der Düstersee und der Klare See. Im Gemeindegebiet bei Temmen entspringt die Ucker. Im Gemeindegebiet liegen die Naturschutzgebiete Endmoränenlandschaft bei Ringenwalde und Poratzer Moränenlandschaft. Die Gemeinde Temmen-Ringenwalde grenzt im Süden an den Landkreis Barnim.

## Gemeindegliederung
Temmen-Ringenwalde umfasst folgende bewohnten Gemeindeteile:
| - Ahlimbswalde - Alt-Temmen - Hessenhöhe | - Julianenhof - Libbesicke - Luisenau | - Neu-Temmen - Poratz - Ringenwalde |

Hinzu kommen die Wohnplätze Ahlimbsmühle und Düsterseesiedlung.

## Geschichte
Temmen und Ringenwalde gehörten seit 1817 zum Kreis Templin in der preußischen Provinz Brandenburg und ab 1952 zum Kreis Templin im DDR-Bezirk Neubrandenburg. Seit 1993 liegen die Orte im brandenburgischen Landkreis Uckermark.
Die Gemeinde Temmen-Ringenwalde entstand am 31. Dezember 2001 aus dem Zusammenschluss der bis dahin selbstständigen Gemeinden Temmen und Ringenwalde.

### Temmen
1375 taucht das ehemalige Angerdorf als „Tempne“ erstmals in einer Urkunde auf. Seit Mitte des 18. Jahrhunderts wird zwischen „Alt Temmen“ und „Neu Temmen“ unterschieden, als Neu-Temmen als Vorwerk angelegt wurde.

### Ringenwalde

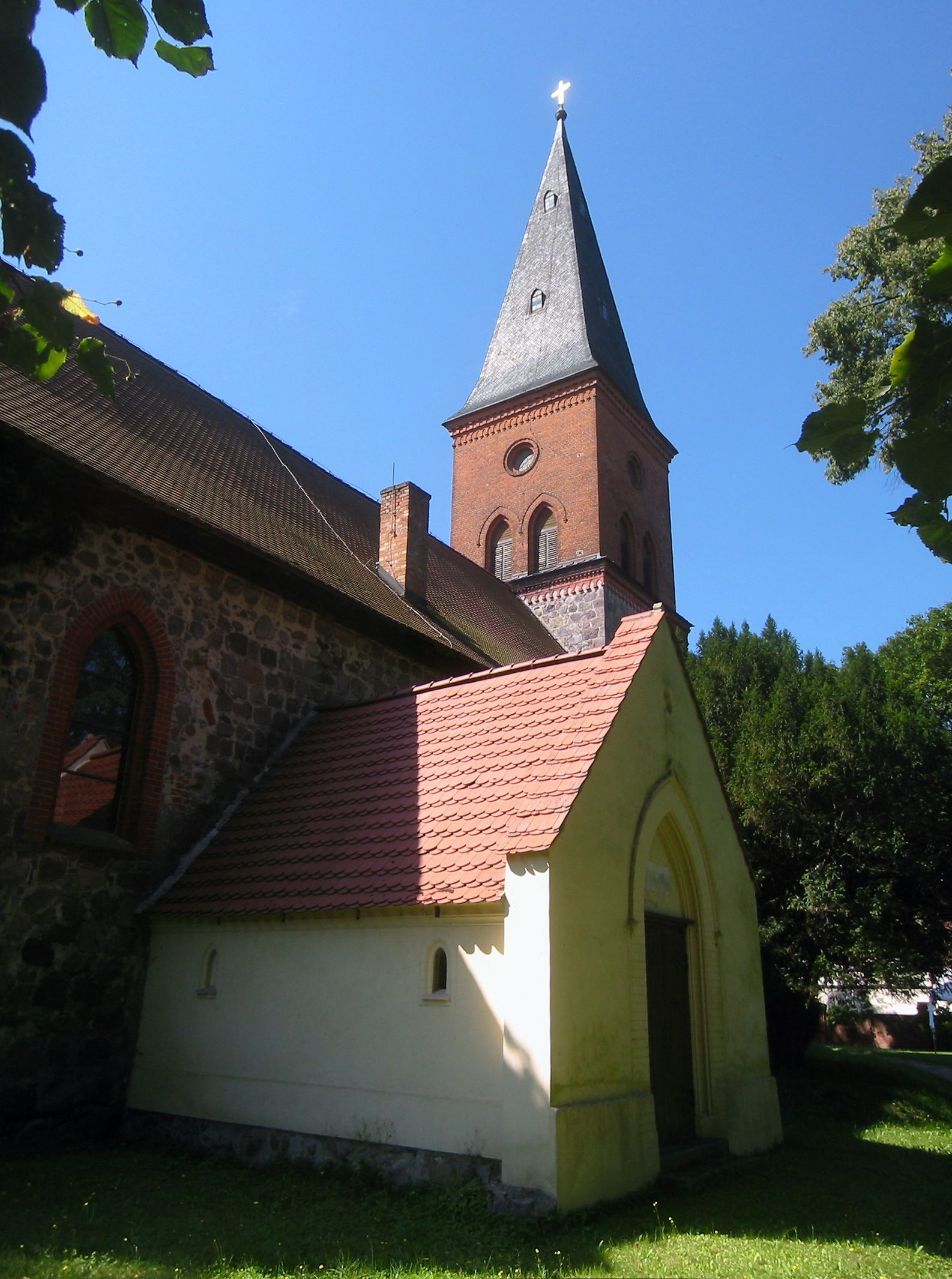
Dorfkirche Ringenwalde

Das Gebiet um Ringenwalde war schon in der Jungsteinzeit besiedelt. Davon kündet ein südlich von Ringenwalde liegendes, rund 3.500 Jahre altes Hügelgräberfeld mit einer Informationstafel und einem rekonstruierten Grab.
Die Kirche in Ringenwalde wurde 1280 geweiht, aus dieser Zeit stammt das Kirchenschiff. 1311 wird erstmals ein Ort „Ryngenwolde“ erwähnt; die erste markgräfliche Urkunde ist 1316 belegt.

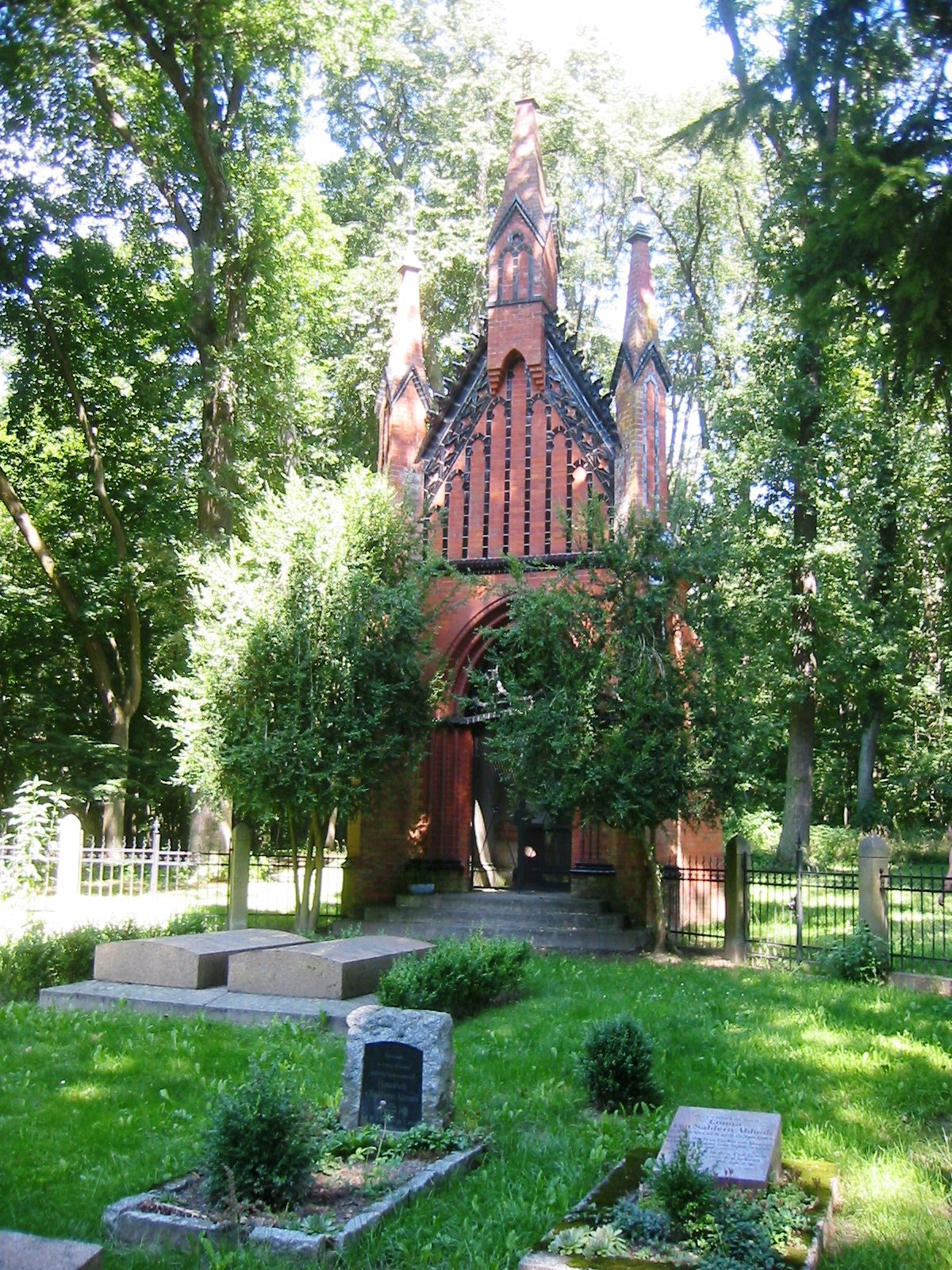
Erbbegräbnisstätte Saldern-Ahlimb im Park

In den Jahren 1740 bis 1742 ließen die Grafen Saldern-Ahlimb von einem italienischen Architekten ein Schloss bauen und legten den heute noch vorhandenen Park an. 1829 brannte das Schloss komplett aus und wurde in den Jahren 1830 bis 1854 wieder aufgebaut. Von 1820 bis 1840 ist der zuvor barocke Park unter dem Einfluss Lennés in einen Landschaftspark umgestaltet worden.
1898 wurde der Ort an die Bahnstrecke Britz–Fürstenberg angeschlossen.
Der Park im englischen Stil wurde von den Grafen als Erbbegräbnisstätte ausgewählt. Dort errichteten sie von 1903 bis 1904 ein neugotisches Klinkerbauwerk. Es wurde 1992 und 1993 restauriert. Das Schloss wurde im Zweiten Weltkrieg als Lazarett genutzt und mit dem Herannahen der Roten Armee 1945 von Einheiten der Waffen-SS gesprengt. Ein Jahr später wurde die Ruine abgetragen. Der Park verwilderte mit den Jahren und wurde in den Jahren 1991 bis 1993 denkmalgerecht restauriert.

### Poratz
Erstmals 1375 in einer Urkunde erwähnt, war das Vorwerk fast 500 Jahre im Besitz derer von Ahlimb (bis 1872). Ab dem 18. Jahrhundert entwickelte sich Poratz zu einem Köhlerdorf. Einige schlichte Fachwerkhäuser aus dieser Zeit sind bis heute unverändert erhalten.
Seit 1969 ist Poratz Ortsteil von Temmen.

## Bevölkerungsentwicklung
| Jahr | Temmen | Ringenwalde |      | Jahr | Temmen- Ringenwalde |
| ---- | ------ | ----------- | ---- | ---- | ------------------- |
| 1875 | 203    | 583         | 2001 | 762  |                     |
| 1910 | 167    | 538         | 2005 | 737  |                     |
| 1939 | 191    | 584         | 2010 | 623  |                     |
| 1946 | 268    | 841         | 2015 | 548  |                     |
| 1950 | 326    | 855         | 2020 | 516  |                     |
| 1971 | 397    | 627         | 2021 | 508  |                     |
| 1985 | 389    | 489         | 2022 | 500  |                     |
| 1990 | 381    | 468         | 2023 | 496  |                     |
| 1995 | 340    | 471         | 2024 | 486  |                     |
| 2000 | 319    | 468         |      |      |                     |

Gebietsstand des jeweiligen Jahres, Einwohnerzahl: Stand 31. Dezember (ab 1991), ab 2011 auf Basis des Zensus 2011, ab 2022 auf Basis des Zensus 2022

## Politik

### Gemeindevertretung
Die Gemeindevertretung von Temmen-Ringenwalde besteht aus acht Gemeindevertretern und dem ehrenamtlichen Bürgermeister. Die Kommunalwahl am 26. Mai 2019 führte zu folgendem Ergebnis:
| Partei / Wählergruppe                | Stimmenanteil | Sitze |
| ------------------------------------ | ------------- | ----- |
| Freie Wählergemeinschaft             | 37,7 %        | 3     |
| Für Temmen-Ringenwalde               | 17,5 %        | 1     |
| Für Alle! Gemeinsam Heimat gestalten | 15,8 %        | 1     |
| Die Linke                            | 09,6 %        | 1     |
| Einzelbewerber Dietmar Schlender     | 06,3 %        | 1     |
| Einzelbewerber Hans-Martin Meyerhoff | 05,3 %        | 1     |
| Einzelbewerber Rainer Warnow         | 04,6 %        | –     |
| Einzelbewerber Lothar Stein          | 03,3 %        | –     |

### Bürgermeister
- 2003–2008: Siegfried Engel (PDS)[8]
- 2008–2014: Katharina Heinz[9]
- seit 2014: Thomas Rommenhöller (Freie Wählergemeinschaft)[10]

Rommenhöller wurde in der Bürgermeisterwahl am 9. Juni 2024 bei einem Gegenkandidat mit 61,1 % der gültigen Stimmen für eine weitere Amtszeit von fünf Jahren wiedergewählt.

## Sehenswürdigkeiten

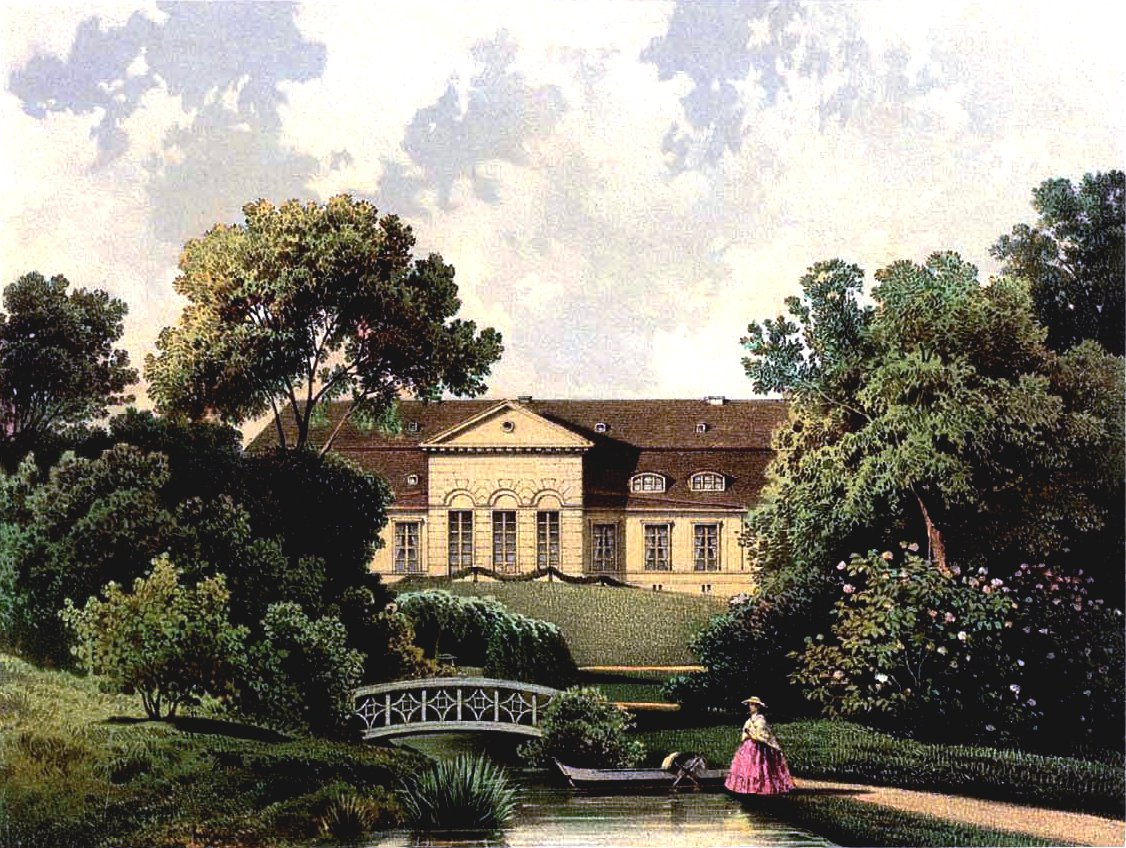
Schloss Ringenwalde um 1860, Sammlung Alexander Duncker

- Dorfkirche Ringenwalde mit einem Kanzelaltar, einer Empore sowie einer barocken Orgel aus dem 18. Jahrhundert sowie drei Glasgemälden aus dem Jahr 1599
- Park in englischem Stil des 1945 gesprengten Herrenhauses in Ringenwalde mit neugotischer Erbbegräbnisstätte der Grafen Ahlimb / Saldern
- „Riesenstein“ nahe dem Schlosspark Ringenwalde, ein Findling (ca. 22 m³), der vermutlich als Opferstein diente
- „Friedensgöttin“ in der Nähe der Dorfkirche, eine Skulptur, die aus einer rund 140 Jahre alten Eiche von einer Künstlergemeinschaft geschaffen wurde. Sie erinnert an einen Baum, der 1870 an dieser Stelle von den Bewohnern als Dankbarkeit für den Sieg im Deutsch-Französischen Krieg errichtet wurde.
- Dorfmuseum Ringenwalde mit Mobiliar, Gerätschaften und Gegenständen des häuslichen Lebens

## Verkehr
Temmen-Ringenwalde liegt an den Landesstraßen L 23 zwischen Templin (15 km entfernt) und Joachimsthal (11 km entfernt) und L 241 nach Flieth-Stegelitz. Die nächstgelegene Autobahnanschlussstelle ist Pfingstberg an der A 11 Berlin–Stettin.
Der Haltepunkt Ringenwalde liegt an der Bahnstrecke Eberswalde–Templin, auf der der Personenverkehr zwischen Joachimsthal und Templin 2006 eingestellt und im Dezember 2018 wieder aufgenommen wurde. Es verkehren Züge der Regionalbahnlinie RB 63 zwischen Eberswalde und Templin.

## Söhne und Töchter der Gemeinde
- Willi Mittelstädt (* 1947), Politiker (AfD), in Ringenwalde geboren